# Gissi
Gissi är en ort och kommun i provinsen Chieti i regionen Abruzzo i Italien. Kommunen hade 2 675 invånare 2018.